# Asociación de Funcionarios de la Universidad del Trabajo del Uruguay
La Asociación de Funcionarios de la Universidad del Trabajo del Uruguay (AFUTU) es una organización sindical uruguaya conformada por funcionarios docentes y no docentes de la Dirección General de Educación Técnico Profesional (DGETP) de la ANEP. 
Fue fundada el 19 de junio de 1983 y tiene su sede en la calle Magallanes 1161, en Montevideo. Integra la Mesa Representativa del PIT-CNT y en el año 2020 poseía 2200 afiliados.

## Organización
Actualmente cuenta con 10 secretarías: Asuntos sociales; Gestión y servicios; Internacionales; Cultura; Interior; Finanzas; Asuntos laborales; Prensa y Propaganda; Organización; y Secretaría General.